# La Chapelle-Hermier
La Chapelle-Hermier és un municipi francès situat al departament de Vendée i a la regió de País del Loira. L'any 2007 tenia 714 habitants.

## Demografia

### Població
El 2007 la població de fet de La Chapelle-Hermier era de 714 persones. Hi havia 280 famílies de les quals 80 eren unipersonals (34 homes vivint sols i 46 dones vivint soles), 75 parelles sense fills, 117 parelles amb fills i 8 famílies monoparentals amb fills.
La població ha evolucionat segons el següent gràfic:
Habitants censats

### Habitatges
El 2007 hi havia 416 habitatges, 290 eren l'habitatge principal de la família, 92 eren segones residències i 34 estaven desocupats. 371 eren cases i 2 eren apartaments. Dels 290 habitatges principals, 229 estaven ocupats pels seus propietaris, 60 estaven llogats i ocupats pels llogaters i 1 estava cedit a títol gratuït; 1 tenia una cambra, 13 en tenien dues, 62 en tenien tres, 114 en tenien quatre i 101 en tenien cinc o més. 225 habitatges disposaven pel capbaix d'una plaça de pàrquing. A 133 habitatges hi havia un automòbil i a 134 n'hi havia dos o més.

### Piràmide de població
La piràmide de població per edats i sexe el 2009 era:
| Homes | Edats   | Dones |
| ----- | ------- | ----- |
| 0     | 95 o +  | 0     |
| 4     | 90 a 94 | 0     |
| 4     | 85 a 89 | 8     |
| 0     | 80 a 84 | 4     |
| 24    | 75 a 79 | 24    |
| 8     | 70 a 74 | 16    |
| 16    | 65 a 69 | 12    |
| 16    | 60 a 64 | 16    |
| 4     | 55 a 59 | 0     |
| 12    | 50 a 54 | 16    |
| 44    | 45 a 49 | 36    |
| 16    | 40 a 44 | 12    |
| 16    | 35 a 39 | 20    |
| 16    | 30 a 34 | 32    |
| 20    | 25 a 29 | 12    |
| 32    | 20 a 24 | 12    |
| 20    | 15 a 19 | 28    |
| 24    | 10 a 14 | 0     |
| 8     | 5 a 9   | 16    |
| 12    | 0 a 4   | 20    |

## Economia
El 2007 la població en edat de treballar era de 447 persones, 330 eren actives i 117 eren inactives. De les 330 persones actives 305 estaven ocupades (176 homes i 129 dones) i 25 estaven aturades (2 homes i 23 dones). De les 117 persones inactives 47 estaven jubilades, 24 estaven estudiant i 46 estaven classificades com a «altres inactius».

### Ingressos
El 2009 a La Chapelle-Hermier hi havia 332 unitats fiscals que integraven 816 persones, la mediana anual d'ingressos fiscals per persona era de 15.828 €.

### Activitats econòmiques
Dels 27 establiments que hi havia el 2007, 1 era d'una empresa de fabricació d'altres productes industrials, 10 d'empreses de construcció, 4 d'empreses de comerç i reparació d'automòbils, 1 d'una empresa de transport, 2 d'empreses d'hostatgeria i restauració, 1 d'una empresa financera, 1 d'una empresa immobiliària, 3 d'empreses de serveis i 4 d'empreses classificades com a «altres activitats de serveis».
Dels 16 establiments de servei als particulars que hi havia el 2009, 1 era un taller de reparació d'automòbils i de material agrícola, 4 paletes, 4 fusteries, 1 lampisteria, 2 perruqueries, 2 restaurants, 1 agència immobiliària i 1 tintoreria.
L'únic establiment comercial que hi havia el 2009 era una botiga de menys de 120 m².
L'any 2000 a La Chapelle-Hermier hi havia 21 explotacions agrícoles que ocupaven un total de 858 hectàrees.

## Equipaments sanitaris i escolars
El 2009 hi havia 2 escoles elementals.

## Poblacions més properes
El següent diagrama mostra les poblacions més properes.